# Conjunto Nosso Samba
Conjunto Nosso Samba é um grupo musical de samba formado no final da década de 1960 no Rio de Janeiro

## Carreira
No começo o grupo participava de rodas de sambas do Teatro Opinião, onde que também iam Clara Nunes, Clementina de Jesus, João Nogueira, Martinho da Vila, Nélson Cavaquinho, Xangô da Mangueira, entre outros.
Em 1969 o grupo lança o primeiro LP que se chama De Onde o Samba Vem, Em 1970 lança o disco De Onde o Samba Vem 2
No mesmo ano teve músicas no disco Sargentelli e o Sambão que foi gravado ao vivo no programa Sargentelli e o Sambão, junto de outros artistas do quais eram Arlete Maria, grupo Coristas da Madrugada, Dona Ivone Lara, Germano Batista, Luís Bandeira, Roberto Ribeiro, Sônia Santos e Trio ABC
Em 1971 lança De Onde o Samba Vem Volume 3
Em 1974 o grupo teve músicas em um disco coletivo chamado Samba Pra 100 Milhões e neste disco também teve músicas de Rubens da Mangueira, Emílio Santiago e Índio Branco.
```
 
1974
 lança os discos: "Escrete do Samba" - "É Samba No Pé" e "O Ouro e a Madeira" - "Festa do Círio de Nazaré"
```

No mesmo ano lança o LP Conjunto Nosso Samba (álbum)
No mesmo ano teve música no disco Sambas de Enredo das Escolas de Samba do Grupo 1 - Carnaval de 1975 (AESEG/Top Tape) no qual o grupo gravou o samba enredo Festa do Círio de Nazaré. neste disco também tiveram músicas os seguintes artistas: Bira Quininho, Conjunto T. B. Samba, Coro da Escola, Genaro, Jorge Goulart, Laila, Ledi Goulart, Ney Viana, Sobrinho, Valdir Marujo e Zé Carlos
No mesmo ano o grupo foi incluído na coletânea Só Sucesso (Selo Coronado/EMI-Odeon) no qual gravou a música “Macunaíma” junto com Clara Nunes e Silvinho do Pandeiro.
Neste disco teve música também de: Adoniran Barbasa, Eduardo Gudin, João Nogueira, Luiz Ayrão, Márcia, Paulinho da Viola, Paulo César Pinheiro, Roberto Ribeiro e Trio Esperança
Em 1976 lança o LP Nosso samba
No mesmo ano o grupo teve a música É Nesta Onda no LP Carnaval 1976 - Convocação Geral nº 1 (gravadora Som Livre), outros que também tiveram música neste LP foram Beclaute, Caetano Veloso, César Costa Filho, Djalma Dias, Elza Soares, Luis Ayrão, Nelson Gonçalvez, Jorge Goulart, Sônia Santos, Quarteto Em Cy e The Fevers,
Em 1978 lança o LP Do Feitio de Um Bamba, no mesmo ano lança um disco chamado Nosso Samba
Em 1985 lança o LP Andança Pelo Mundo
Em 1989 o grupo teve a música Yá Yá do Cais Dourado na coletânea Projeto Brhama Extra - Grandes Compositores (Selo Mercado Promoções)
No ano de 1991, junto a outros artistas  como Élton Medeiros, Dona Ivone Lara, Neguinho da Beija-Flor, Mestre Marçal, Zeca Pagodinho, Marco Pereira, Gal Costa, Chamon, Nelson Gonçalves, Raphael Rabello,  Paulinho da Viola, Alcione, Ataulfo Júnior, Sandra de Sá, Ney Matogrosso, Eduardo Dusek e Tânia Machado o grupo gravou a música "Faz de conta" no LP Nada além, gravado pela gravadora Som Livre.
Em 1994 o grupo gravou a música História do Carnaval no CD Escolas de Samba Enredos - Salgueiro (Sony Music)

## Integrantes
estes são ou foram integrantes:
- Carlos Alberto Ferreira dos Santos Barbosa: Barbosa: Reco-reco e Voz
- Carlos Alberto da Silva Ferreira :Carlinhos: Cavaquinho e Voz
- Genaro Viera Soalheiro :Genaro : Agogô e Voz
- Antenor Marques Filho :Gordinho: Surdo e Voz
- Claudionor do Nascimento :Nô: Cuíca, Pandeiro e Voz
- Estênio Barcellos : Stênio :Reco-reco e Voz

## Discografia
| Álbuns | Álbuns                                                                         | Álbuns    | Álbuns                |
| Ano    | Título                                                                         | Mídia     | Gravadora             |
| ------ | ------------------------------------------------------------------------------ | --------- | --------------------- |
| 1969   | De Onde o Samba Vem                                                            | LP        | Discos Copabana       |
| 1970   | De Onde o Samba Vem 2                                                          | LP        | Discos Copacabana     |
| 1970   | Sargentelli e o Sambão                                                         | LP        | Discos Copacabana     |
| 1971   | De Onde o Samba Vem Volume 3]]                                                 | LP        | Discos Copacabana     |
| 1974   | Samba Pra 100 Milhôes                                                          | LP        | CID - Selo Oba        |
| 1974   | Escrete do Samba - É Samba no Pé O Ouro e a Madeira - Festa do Círio de Nazaré | LP Single | CID Odeon             |
| 1975   | Sambas de Enredo das Escolas de Samba do Grupo 1 - Carnaval de 1975            | LP        | Top Tape - Selo AESEG |
| 1975   | Conjunto Nosso Samba                                                           | LP        | Odeon                 |
| 1976   | Nosso Samba                                                                    | LP        | Odeon                 |
| 1978   | Nosso Samba                                                                    | LP        | Odeon                 |
| 1978   | De Feitio de um Bamba                                                          | LP        | Odeon                 |
| 1985   | Andança Pelo Mundo                                                             | LP        | Continental           |

## Referencia
Conjunto Nosso Samba - Dicionário Cravo Álbin